# Supercoupe du Japon de football 2019
Navigation
Édition précédente Édition suivante
L'édition 2019 de la Supercoupe du Japon est la 26e de la Supercoupe du Japon et se déroule le 16 février 2019 au Stade Saitama 2002 à Saitama au Japon.
Les règles du match sont les suivantes : la durée de la rencontre est de 90 minutes, puis, en cas de match nul, les deux équipes se départageront directement lors d'une séance de tirs au but.
Le match oppose le Kawasaki Frontale, vainqueur de la J League 2018, face au Urawa Red Diamonds, vainqueur de la Coupe du Japon 2018.

## Feuille de match
| Kawasaki ·    |                   |     |
| Titulaires :  |                   |     |
|               |                   |     |
| 01            | Jung Sung-ryong   |     |
| 26            | Maguinho          | 70e |
| 05            | Shogo Taniguchi   |     |
| 03            | Tatsuki Nara      |     |
| 07            | Shintaro Kurumaya |     |
| 10            | Ryota Oshima      |     |
| 06            | Hidemasa Morita   | 79e |
| 11            | Yu Kobayashi      | 88e |
| 14            | Kengo Nakamura    | 70e |
| 41            | Akihiro Ienaga    |     |
| 09            | Leandro Damião    | 80e |
|               |                   |     |
| Remplaçants : |                   |     |
| 30            | Shota Arai        |     |
| 02            | Kyohei Noborizato |     |
| 17            | Kazuaki Mawatari  | 70e |
| 25            | Ao Tanaka         | 79e |
| 08            | Hiroyuki Abe      | 88e |
| 19            | Manabu Saito      | 70e |
| 20            | Kei Chinen        | 80e |
|               |                   |     |
| Entraîneur :  |                   |     |
| Toru Oniki    |                   |     |

| Urawa Red ·         |                   |     |
| Titulaires :        |                   |     |
|                     |                   |     |
| 01                  | Shusaku Nishikawa |     |
| 31                  | Takuya Iwanami    |     |
| 02                  | Maurício Antônio  |     |
| 05                  | Tomoaki Makino    |     |
| 08                  | Ewerton           | 47e |
| 27                  | Daiki Hashioka    | 80e |
| 10                  | Yosuke Kashiwagi  | 81e |
| 07                  | Kazuki Nagasawa   | 66e |
| 03                  | Tomoya Ugajin     |     |
| 14                  | Kenyu Sugimoto    | 46e |
| 30                  | Shinzo Koroki     |     |
|                     |                   |     |
| Remplaçants :       |                   |     |
| 25                  | Haruki Fukushima  |     |
| 04                  | Daisuke Suzuki    |     |
| 06                  | Ryosuke Yamanaka  | 66e |
| 22                  | Yuki Abe          | 47e |
| 29                  | Kai Shibato       | 80e |
| 11                  | Quenten Martinus  | 81e |
| 19                  | Andrew Nabbout    | 46e |
|                     |                   |     |
| Entraîneur :        |                   |     |
| Oswaldo de Oliveira |                   |     |

| Kawasaki ·    |                   |     |
| Titulaires :  |                   |     |
|               |                   |     |
| 01            | Jung Sung-ryong   |     |
| 26            | Maguinho          | 70e |
| 05            | Shogo Taniguchi   |     |
| 03            | Tatsuki Nara      |     |
| 07            | Shintaro Kurumaya |     |
| 10            | Ryota Oshima      |     |
| 06            | Hidemasa Morita   | 79e |
| 11            | Yu Kobayashi      | 88e |
| 14            | Kengo Nakamura    | 70e |
| 41            | Akihiro Ienaga    |     |
| 09            | Leandro Damião    | 80e |
|               |                   |     |
| Remplaçants : |                   |     |
| 30            | Shota Arai        |     |
| 02            | Kyohei Noborizato |     |
| 17            | Kazuaki Mawatari  | 70e |
| 25            | Ao Tanaka         | 79e |
| 08            | Hiroyuki Abe      | 88e |
| 19            | Manabu Saito      | 70e |
| 20            | Kei Chinen        | 80e |
|               |                   |     |
| Entraîneur :  |                   |     |
| Toru Oniki    |                   |     |

| Urawa Red ·         |                   |     |
| Titulaires :        |                   |     |
|                     |                   |     |
| 01                  | Shusaku Nishikawa |     |
| 31                  | Takuya Iwanami    |     |
| 02                  | Maurício Antônio  |     |
| 05                  | Tomoaki Makino    |     |
| 08                  | Ewerton           | 47e |
| 27                  | Daiki Hashioka    | 80e |
| 10                  | Yosuke Kashiwagi  | 81e |
| 07                  | Kazuki Nagasawa   | 66e |
| 03                  | Tomoya Ugajin     |     |
| 14                  | Kenyu Sugimoto    | 46e |
| 30                  | Shinzo Koroki     |     |
|                     |                   |     |
| Remplaçants :       |                   |     |
| 25                  | Haruki Fukushima  |     |
| 04                  | Daisuke Suzuki    |     |
| 06                  | Ryosuke Yamanaka  | 66e |
| 22                  | Yuki Abe          | 47e |
| 29                  | Kai Shibato       | 80e |
| 11                  | Quenten Martinus  | 81e |
| 19                  | Andrew Nabbout    | 46e |
|                     |                   |     |
| Entraîneur :        |                   |     |
| Oswaldo de Oliveira |                   |     |